# Norücken
Der Norücken ist ein Gebirgskamm an der Borchgrevink-Küste des ostantarktischen Viktorialand. In der Mountaineer Range ragt er nördlich der Caliper Cove an der Lady Newnes Bay auf und erstreckt sich vom Wylde-Gletscher im Südwesten bis zum Suter-Gletscher im Nordosten.
Wissenschaftler der deutschen Expedition GANOVEX III (1982–1983) nahmen seine Benennung vor, die vorgeblich eine Kurzform von „Nordrücken“ sein soll. Nach anderer Darstellung ist der Namensgeber der Antagonist im Roman James Bond jagt Dr. No des britischen Schriftstellers Ian Fleming aus dem Jahr 1958.